# Campanha de Educação Socialista
A Campanha de Educação Socialista ou Movimento de Educação Socialista (em chinês simplificado: 社会主义教育运动; chinês tradicional : 社會主義教育運動; pinyin: Shèhuìzhǔyì Jiàoyù Yùndòng, abreviado 社教运动 ou 社教運動), também conhecido como Movimento  das Quatro Limpezas (simplificado: 四清运动; tradicional: 四清運動 pinyin: Sìqīng Yùndòng) foi um movimento lançado por Mao Tse-tung em 1963 na República Popular da China. Mao tentou remover o que ele acreditava ser elementos "reacionários" dentro da burocracia do Partido Comunista da China, afirmando que "a governança é também um processo de educação socialista." O objetivo do movimento era purificar a política, economia, organização e ideologia (as quatro limpezas). A campanha deveria durar até 1966.
Pesquisadores chineses apontaram que o movimento resultou em pelo menos 77.560 mortes, com 5.327.350 pessoas sendo perseguidas. A campanha é descrita por Donald Klein na Encyclopedia Americana  de 2007 (Grolier Online), como um "fracasso quase completo." A insatisfação de Mao sobre a ineficácia deste programa serviu para preparar o terreno para a Revolução Cultural (1966-1969).